# Caída de la bolsa de 1962
La caída de la bolsa de 1962 (en inglés se conoce como Flash Crash of 1962 o Kennedy Slide of 1962) fue una quiebra financiera en las mercados financieros de los Estados Unidos. La caída del mercado de valores empezó desde diciembre de 1961 hasta junio de 1962 durante el mandato presidencial de John F. Kennedy. Después de que el mercado experimentara décadas de crecimiento desde el desplome de Wall Street de 1929, el mercado de valores alcanzó su punto máximo a fines de 1961 y se desplomó durante la primera mitad de 1962. Durante este período, el S&P 500 disminuyó un 22,5% y el mercado de valores no lo hizo. Se experimentó una recuperación estable hasta después del final de la Crisis de los Misiles en Cuba. El Promedio Industrial Dow Jones cayó un 5,7%, una baja de 34,95, el segundo punto de caída más grande registrado hasta ese momento.

## Antecedentes
Tras el desplome de Wall Street de 1929, los especuladores se volvieron más cautelosos y reacios a conservar acciones durante largos períodos de tiempo. Como resultado, hubo una mayor tendencia a agruparse en el lado bajista del mercado, apostando a que los precios de las acciones bajen, y empujando los precios de las acciones a la baja aún más. Estas incursiones de osos permitieron a muchos inversores de Wall Street hacer fortunas, ya que aún no se había establecido una regulación adecuada de la información privilegiada. Joseph P. Kennedy, un famoso y prominente asaltante de osos, había ganado gran parte de su fortuna a través del comercio de acciones. A medida que su riqueza siguió creciendo, más tarde ingresó a la esfera política como un firme partidario de Franklin D. Roosevelt, Kennedy finalmente fue nombrado presidente de la Comisión de Bolsa y Valores de EE. UU., una agencia federal establecida por Franklin D. Roosevelt para investigar las operaciones especulativas actuales y evitar una recesión como la crisis de 1929. Durante su mandato como jefe de la comisión, Kennedy hizo un trabajo minucioso y se hizo un nombre tanto para él como para su familia. Su éxito y reputación pueden haber ayudado a colocar a su hijo en la presidencia durante las elecciones presidenciales de Estados Unidos de 1960.
Durante el período de tiempo que condujo a la caída 1962, la economía estaba experimentando una rápida expansión. Desde febrero de 1951 hasta diciembre de 1959, el PIB real de los Estados Unidos aumentó significativamente. Los precios de las acciones habían estado en constante aumento desde finales de la década de 1940, y cuando John F. Kennedy asumió el cargo en 1961, prometió que la recuperación continuaría. Sin embargo, después de continuar subiendo hasta diciembre de 1961, el mercado de valores experimentó una caída masiva. Hasta junio de 1962, el S&P 500 experimentó una caída del 22,5%. El promedio industrial Dow Jones cayó un 5,7% solo el 28 de mayo de 1962, en lo que se denominó el "Flash Crash de 1962".

## Explicaciones
Durante la época de la caída de 1962, el jefe de la Bolsa de Valores de Estados Unidos, Edwin Posner, explicó a los periodistas que "esto definitivamente no es una venta de pánico". En cambio, atribuyó la caída en los precios de las acciones como un ajuste de los 10 años anteriores de aumentos. Con esta caída, Posner creía que las acciones estaban alcanzando sus niveles realistas.
Después de una investigación exhaustiva dirigida por un comité especial de la Comisión de Bolsa y Valores de EE. UU., el comité concluyó que había signos claros de incompetencia, pero ninguno de malversación que hubiera justificado una mayor investigación. La SEC esperaba descubrir las causas de las irregularidades para aprobar una legislación que evitaría más contratiempos, pero no encontró ninguna evidencia de tal comportamiento. En su informe, la SEC concluyó que la recesión del mercado se debió a "una compleja interacción de causas y efectos, incluidas motivaciones racionales y emocionales, así como una variedad de mecanismos y presiones", que condujo a una "espiral descendente de gran velocidad y fuerza". El final del informe calificó la caída del mercado como un evento aislado.

## Recuperación
Muchos le pidieron al presidente John F. Kennedy que se dirigiera al público sobre el estado de la economía, pero finalmente decidió no hacerlo. Los asesores de Kennedy presionaron por todo tipo de remedios, desde reducir el requisito de margen hasta anunciar un recorte de impuestos de 5 a 10 mil millones de $ hasta realizar una "charla junto a la chimenea" y discutir la salud de la economía. Sin embargo, seis semanas después de decidir no tomar ninguna medida, Kennedy redujo el requisito de margen y decidió una reducción de impuestos, con la esperanza de incentivar a las grandes empresas que se autofinancian.
El público comenzó a ganar confianza luego de que importantes empresarios y administradores de fondos hablaran con la prensa sobre las preocupaciones del mercado. J. Paul Getty, un magnate del petróleo con grandes inversiones en Wall Street, se dirigió a la prensa y explicó: "Cuando algunas personas ven que otras venden, automáticamente hacen lo mismo. Yo hago lo contrario y compro. No creo que la caída continúe. De hecho, creo que habrá un aumento bastante sustancial en breve". Walter Benedict, administrador de fondos del fondo mutuo de miles de millones de dólares Investors Planning Corporation, también anunció que el mercado estaba alcista, afirmando que sus fondos habían comprado recientemente 20 millones de $ en acciones. Con el respaldo de inversionistas exitosos, los temores del público se calmaron temporalmente y los mercados bursátiles se recuperaron fuertemente en lo que se convirtió en el mayor repunte de un solo día desde el final de la Segunda Guerra Mundial.
Aunque parecía que la recuperación era inminente, el mercado de valores continuó volátil durante todo el mes de junio. No se produjo un aumento estable hasta el final de la crisis de los misiles en Cuba en octubre de ese año.

## Consecuencias
Este shock bursátil fue significativo, pero tuvo pocos efectos inmediatos sobre las primas de las tasas de interés en el mercado crediticio. Durante todo el período, las tasas de interés se mantuvieron relativamente constantes. Debido a que no había habido pérdidas sustanciales de préstamos o quiebras bancarias en décadas, el sistema bancario se mantuvo notablemente estable, evitando que las tasas de interés se extendieran hacia arriba. La Reserva Federal solo realizó movimientos menores en las tasas de interés, lo que ayudó a calmar el pánico en los mercados del Tesoro.
Al comparar los puntos más altos y más bajos del mercado de valores durante la caída de 1962, los valores en papel de las acciones disminuyeron un 27% durante el período de diciembre de 1961 y junio de 1962. El mercado bajista de 1929-1932, que fue una causa importante de la Gran Depresión, experimentó una fuerte caída del 89%. Muchos aspectos del Kennedy Slide de 1962 reflejaron los del Wall Street Crash de 1929, como la combinación perjudicial de un mercado de valores extremadamente volátil, inversores temerosos y liderazgo débil.